# Équipe de Maurice féminine de volley-ball
L'équipe de Maurice de volley-ball féminin est composée des meilleures joueuses mauriciennes sélectionnées par la Fédération Mauricienne de volley-ball (Mauritius Volleyball Association, MVA). Elle est actuellement classée au 74e rang de la FIVB au 15 janvier 2010.

## Sélection actuelle
Sélection pour les qualifications aux championnats du monde 2010.
Entraîneur :  Jean Claude Douce ; entraîneur-adjoint :  Hemant Ramgoolam

## Palmarès et parcours

### Palmarès
- Jeux africains :
  - 1987:

### Parcours

#### Championnat d'Afrique de volley-ball féminin
| - 1976 : ? - 1985 : ? - 1987 : ? - 1989 :2e - 1991 : Non qualifié - 1993 : 7e - 1995 : 5e - 1997 : Non qualifié - 1999 : Non qualifié - 2001 : Non qualifié - 2003 : Non qualifié | - 2005 : Non qualifié - 2007 : Non qualifié - 2009 : Non qualifié |